# Brangien

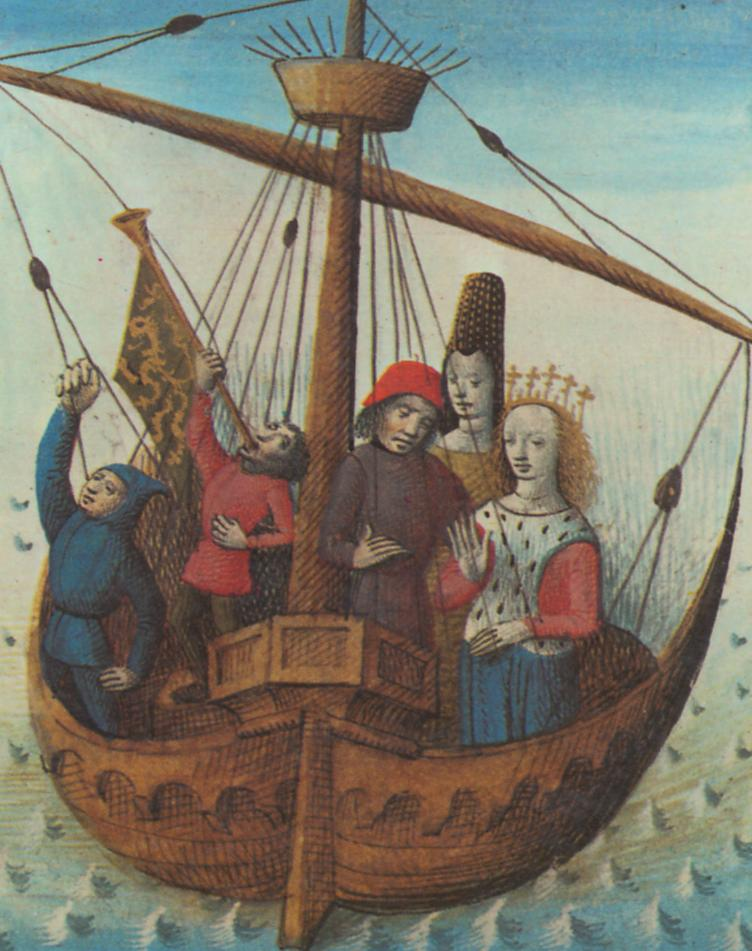
Tristan i Izolda z Brangien na statku. Miniatura średniowieczna.

Brangien (Brangaine) – służąca Izoldy Jasnowłosej, księżniczki irlandzkiej i kochanki Tristana. Przed odpłynięciem do Kornwalii otrzymała napój miłosny od matki Izoldy, który nowożeńcy (Izolda i król Marek) mieli wypić w trakcie nocy poślubnej. Napój ten miał wzbudzać uczucie wzajemnej miłości do siebie osób, które go wypiły. W czasie podróży Tristan przez przypadek wypił odrobinę napoju i poczęstował nim Izoldę. W tej sytuacji Brangien pomagała obojgu kochanków wychodzić z opresji. W celu ulżenia niechęci Izoldy do wejścia w związek małżeński z królem Markiem, zajęła jej miejsce w łożu królewskim w czasie nocy poślubnej.